# Sint-Vincentiuskerk (Eeklo)

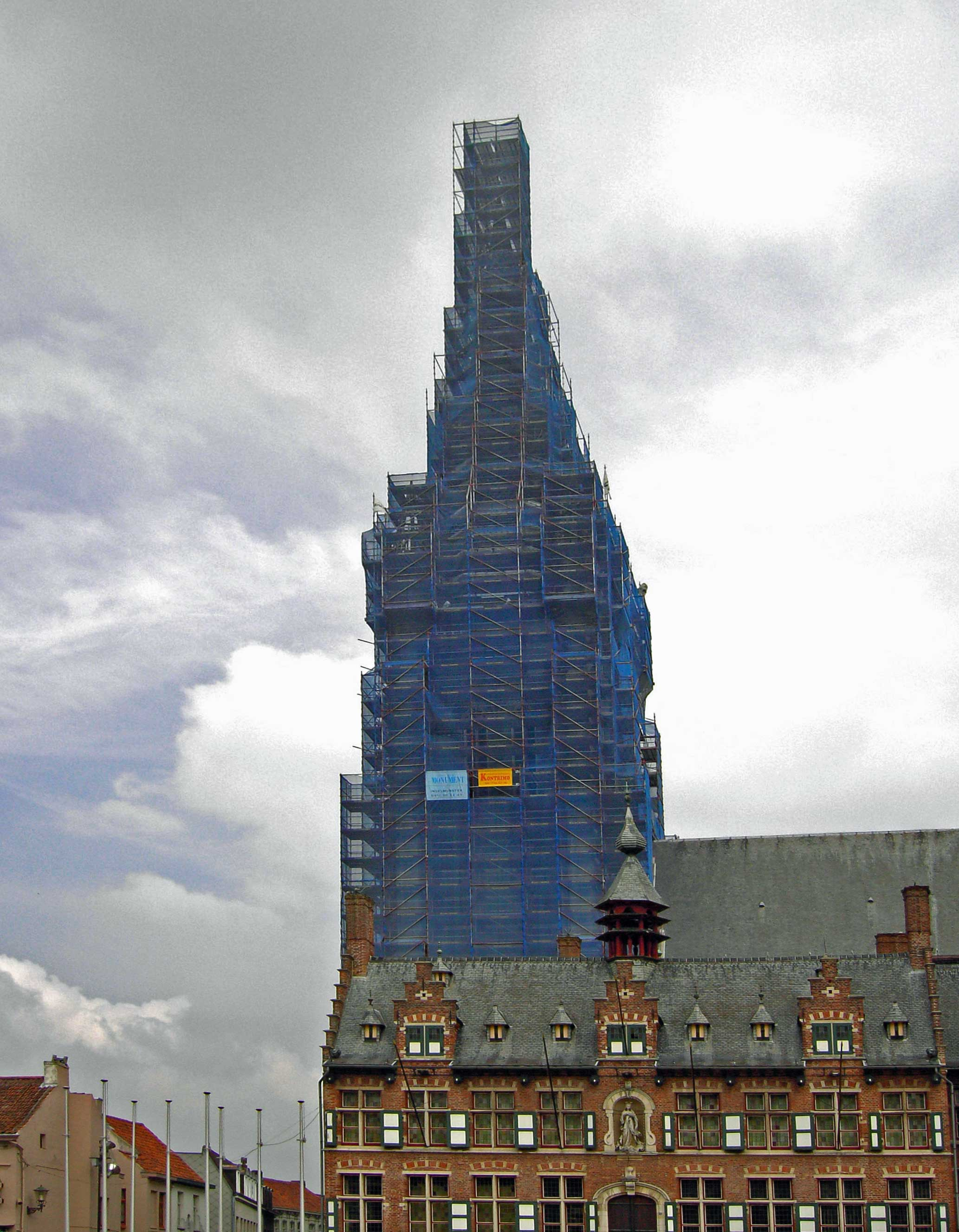
De toren in de steigers (2007).

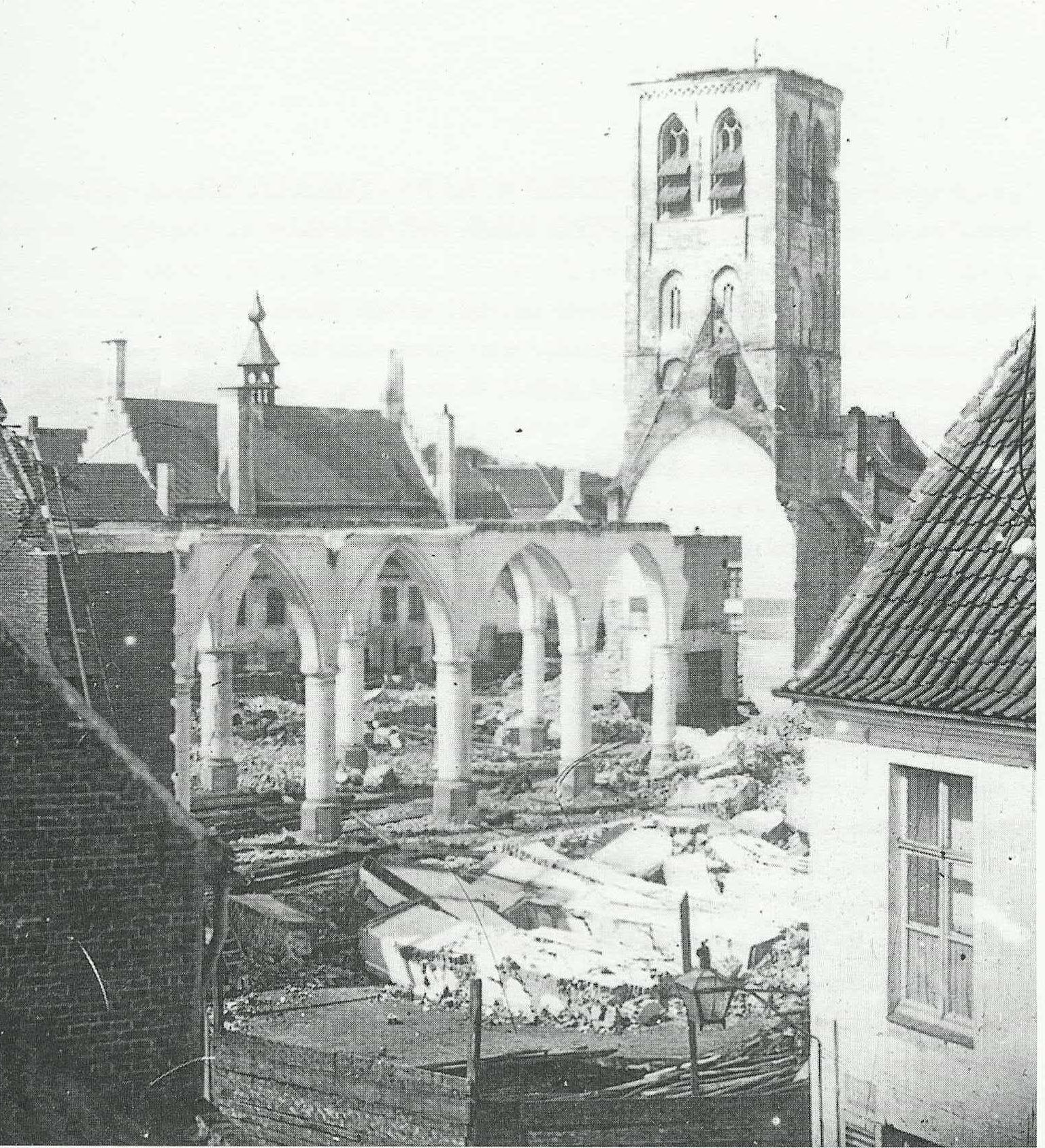
Afbraak oude kerk in 1878.

De Sint-Vincentiuskerk is een kerk in het centrum van de Belgische stad Eeklo. Het is de parochiekerk van de Sint-Vincentiusparochie. De huidige kerk stamt uit de negentiende eeuw en heeft meerdere voorgangers gehad, die in de loop der tijd verwoest of afgebroken zijn.

## Geschiedenis
Al in de 9e eeuw werd er melding gemaakt over een ‘bedehuis’ te ‘Eclo’, maar we horen pas van een echte parochiekerk wanneer Eeklo zijn stadskeur kreeg in 1240. Het oudst bestaande document in verband met de Kerk is een brief uit 1379 van de toenmalige Graaf van Vlaanderen, Lodewijk van Male, aan zijn leenheer, de Franse koning. Hij schrijft over een zeer schone kerk met hoge toren. In het stadsarchief vinden we voor het eerste gegevens over de parochiekerk in de 15e eeuw.
In de 1501 werden enkele herstellingen gedaan aan de kerk en werd een nieuwe klok aangebracht. Negentien jaar later werd een beuk bijgebouwd.
Toen er in 1549 een hevige bliksem was ingeslagen in de toren, tuimelden de klokken naar beneden en woedde er een brand in de torennaald. Onder de regering van Filips II werd Eeklo in 1559 van het bisdom Doornik overgebracht naar het bisdom Brugge. In 1566 waaide de beeldenstorm van Antwerpen over naar deze streken. Enkele vooraanstaande personen hadden reeds de beelden en de kerkjuwelen verstopt. Bij gebrek aan beelden sloegen de beeldenstormers de altaren en een aantal graftomben stuk. Enkele jaren nadien leefden de hervormers en de katholieken vrij rustig naast elkaar en werden de juwelen teruggebracht. Totdat in 1578 de calvinisten beweerden dat de katholieken bevoordeeld waren. Ze eisten o.a. dat ook zij hun godsdienstoefening in de kerk mochten houden. De Eeklose overheid en de vier leden van Vlaanderen: Gent, Brugge, Ieper en het Brugse vrije, verboden dit. De hervormers besloten daarom met geweld te nemen wat ze niet kregen. Ze drongen de kerk binnen en vernielden alles. Ze maakten zich meester van de kerkjuwelen en sieraden en verkochten ze openbaar. Ongeveer 15 jaar bleef het eens zo bloeiende stadje in puinen achter totdat de eerste nieuwe bewoners, Spaanse soldaten, de ruïne van de parochiekerk als fort inrichtten. Er werd onder anderen buskruit gestapeld. Op een zeker dag brak er echter brand uit en waren er een aantal ontploffingen.
In de 17e eeuw begon men met de wederopbouw van de Kerk. Maar pas opgebouwd, werd hij alweer beschadigd door invallende Hollandse troepen van prins Frederik Hendrik. In de rustige jaren daarna werd de kerk opnieuw opgebouwd. In 1642 werd een parochiehuis voor de priester aan de kerk verbonden. Opnieuw werd de kerk bezet door de Hollanders en deed ze een tijdje dienst als paardenstal. Aan het einde van de Tachtigjarige Oorlog verkeerde de kerk dan ook in een gehavende toestand. In 1650 kwam er een nieuwe pastoor en werd de kerk opnieuw opgericht.

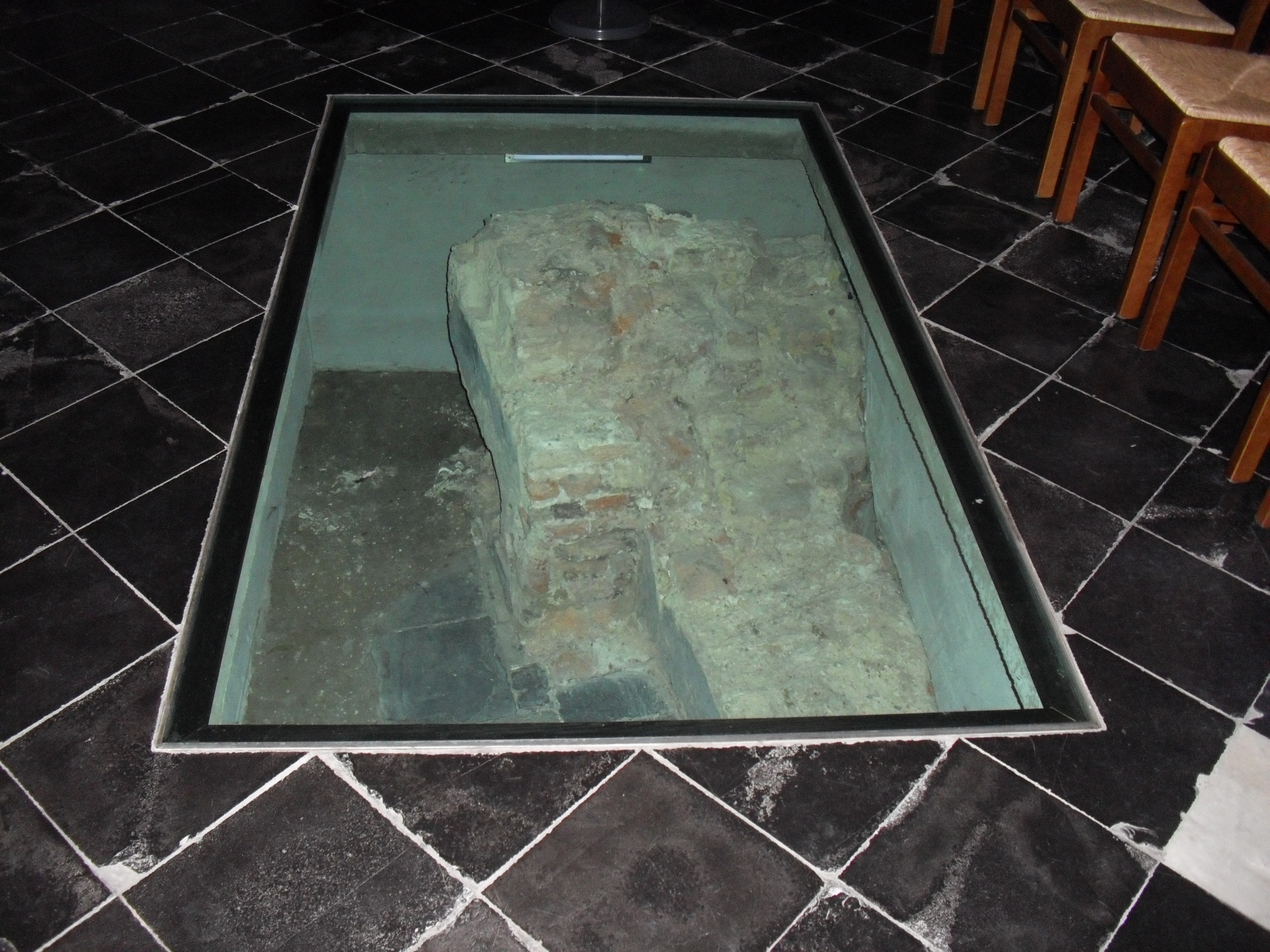
Een deel van de koormuur van de kerk die in 1878 werd afgebroken.

In 1859 werd een nieuw orgel geplaatst en bleek dat de middenbeuk te laag was. Bij deze werkzaamheden kwam de bouwvalligheid van de kerk opnieuw aan het licht. Vier jaar later kwam de voorzitter van het kerkbestuur, Karel Stroo, met een plan dat was opgesteld door bouwmeester Bruggeman van Gent. Hij stelde voor om de hele kerk te vergroten. Tijdens de afbraak werd een noodkerk opgericht. De eerste fundamenten werden gelegd op 1 oktober 1878 en op 22 september 1883 werd de kerk in gebruik genomen en voorlopig gewijd. Vijf jaar later werd zij geconsacreerd door Monseigneur Lambrecht, de 23-ste bisschop van Gent.

## Architectuur van de huidige kerk

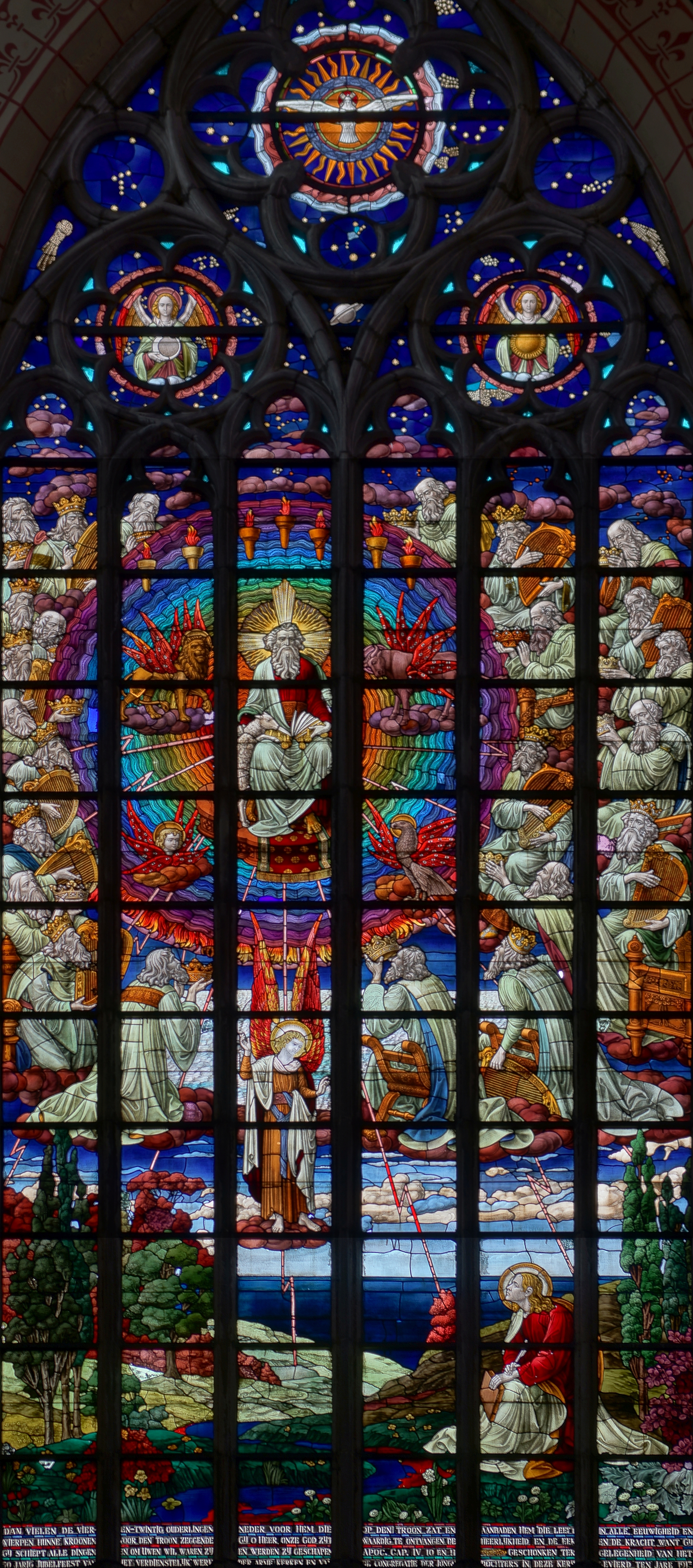
Glasraam

De kerk behoort tot de neostijl die de gotiek als inspiratiebron had, de neogotiek. Zij werd gebouwd volgens de plannen van architect Modeste de Noyette.

### Plattegrond
De plattegrond heeft de vorm van een Latijns kruis met de top naar het oosten gericht. Hij omvat drie beuken en een dwarsbeuk. Aan de westkant wordt de hoofdbeuk afgesloten door een toren van 93,4 m, een van de hoogste in het Vlaamse land. Lange tijd werd aangenomen dat de toren 99 of 100 meter hoog was. Tot begin 2013 een professioneel uitgevoerde meting uitsluitsel gaf over de echte hoogte van 93,435 meter. De torenspits is voorzien van vier flankerende torentjes.
Aan de oostkant is er een hoofdkoor en twee zijkoren.

### Muurschilderingen
De muren zijn volledig beschilderd door het huis Leon Bressers uit Gent. Het schilderwerk begon in 1909 en eindigde slechts in januari 1912. Het middenschip is versierd met muurschilderingen die de belangrijkste personen uit het Oude Testament en uit het Nieuwe Testament voorstellen.

### Hoogkoor
Het hoogkoor en de beide koorkapellen zijn afgesloten door een lange, houten communiebank. Deze is verdeeld in twaalf vakken, gescheiden door twaalf kleinere panelen. Op deze panelen staan de 12 apostelen afgebeeld. Op de panelen van de grote vakken staan taferelen uit het Oude Testament.
In het hoogkoor zijn links en rechts veertig heiligen op lijnwaad geschilderd: allen zijn geboren of hebben geleefd in de omgeving van Eeklo. Daarbij komt één persoon voor, die niet heilig is verklaard maar voor wie plaatselijk een zeer groot respect bestond, namelijk pastoor Pasianus. Dit schilderwerk op lijnwaad werd uitgevoerd door Honoré Verwilghen uit Gent, die als bestuurder van de tekenschool in Eeklo een begenadigd kunstenaar was. Benevens dit schilderwerk, wordt het hoogkoor versierd door twee prachtige kandelaars die enigszins op de voorgrond staan. Zij werden door de parochianen geschonken bij het gouden priesterjubileum van Z.E.H. Deken Hulpiau.
Het hoofdaltaar is in witte steen gebeiteld door Lippens uit Gentbrugge, naar een tekening van voornoemde bouwmeester de Noyette. Links ziet men de "Bruiloft van Kana" en rechts de "Vermenigvuldiging der Broden". Dit altaar werd geschonken door Ridder Karel Stroo, de eerste burgemeester van Eeklo na de onafhankelijkheid, en door mejuffrouw Nathalie De Hertogh uit Gent. Naderhand werd het gepolychromeerd en geschilderd door Matthias Zens  (°1839, † 1921) uit Gent die in deze kerk zeer productief was. De geldelijke middelen voor de polychromie werden ter beschikking gesteld door Cesarine Steyaert, die ook de beide beelden schonk die het altaar flankeren (H. Juliana van Cornelisberg en H. Thomas van Aquino). Deze twee beelden, gemaakt tussen 1893 en 1900, waren eveneens van de hand van Matthias Zens. Zij werden daar opgesteld omdat het altaar in verhouding tot de totaliteit van de kerk ietwat te klein scheen opgevat te zijn.
Matthias Zens maakte eveneens het koorgestoelte, naar een ontwerp van architect Modeste de Noyette.
Dobbelaere uit Brugge vervaardigde de glasramen van het hoogkoor. De middelste vijf werden geplaatst in 1883, de vier andere in 1885. Zij werden geschonken door de plaatselijke geestelijkheid. Het middelste raam stelt de H. Vincentius voor, bovenaan omringd door engelen, en onderaan in de gevangenis. Daaronder bevindt zich een engel met het wapenschild van Eeklo boven een eikenbos en daaronder de deviezen: "Crux de Cruce", "Lumen in coelo", "In nomine Domini" en "Adveniat Regnum Tuum" (Kruis aan het kruis, Licht in de hemel, In de naam des Heren, Uw rijk kome).

### Viering
In de viering hangt aan het gewelf -boven het altaar- een groot neogotisch triomfkruis met een gebeiteld Christusbeeld. Op de hoeken draagt het de zinnebeelden van de vier evangelisten en op de achterzijde onderscheidt men de namen van vijf kerkvaders: de HH. Hiëronymus, Augustinus, Gregorius, Ambrosius en Bernardus. Dit kruis -een gift van de heer Bockaert- is vervaardigd door De Bruycker.
Aan de vieringspijlers ziet men wit geverfde terracottabeelden, de vier evangelisten voorstellend, tussen 1900 en 1901 vervaardigd door Matthias Zens.

### Kruisbeuk
In de zuidelijke dwarsbeuk staat een ongewoon kleurrijk glasraam dat door velen beschouwd wordt als het mooiste in deze kerk. Het stelt het visioen voor dat door de apostel Johannes beschreven staat in vers 1-1 van hoofdstuk IV van het Boek der Openbaringen. De befaamde glazenier Gustave Ladon uit Gent vervaardigde dit kunstwerk in 1913, maar wegens de oorlogsomstandigheden werd het met aanzienlijke vertraging geplaatst. Pas in 1919 konden de parochianen ervan genieten.
Onder het raam ziet men een zeer breed schilderij van Leo Steel dat de "Intrede van Christus in Jeruzalem" voorstelt. Het werd door de parochianen geschonken ter gelegenheid van het gouden jubileum van Z.E.H. Deken De Temmerman.
In de kruisbeuk treft men het beeld aan, van de H. Pastoor van Ars. Dit beeld werd in witte steen gebeiteld door Poli uit Lyon en is geschonken door Mevrouw Jozef De Scheppere. Daarenboven ziet men er een door De Bruycker gebeiteld houten beeld dat de H. Rochus voorstelt. Dit beeld was een gift van de Heer Felix Bockaert.
De schilderijen die de kruisweg voorstellen zijn het werk van de Aalsterse kunstschilder Jozef Meganck (1807-1891) wiens werken in meer dan één kerk prijken. De omlijstingen zijn van Karel Smitz. Meganck was een bekende leerling van Paelinck. De kruisweg in de Sint-Vincentiuskerk van Eeklo wordt beschouwd als zijn meesterwerk. Meganck was persoonlijk bevriend met de familie Brisard, die de kruisweg schonk ter nagedachtenis van Carolus Bernardus Temmerman (°1793, † 23 maart 1880), burgemeester van Eeklo van 1846 tot 1848.
Het Van Peteghem-orgel (gebouwd omstreeks 1830) is in de kruisbeuk een opvallende blikvanger. Het werd in 2005 door de Zusters van Keizersberg (Gent) als bijkomend orgel aan de kerk geschonken en maakte het voorwerp uit van een restauratie door J. Bruggeman-Baert.

### Zijaltaren

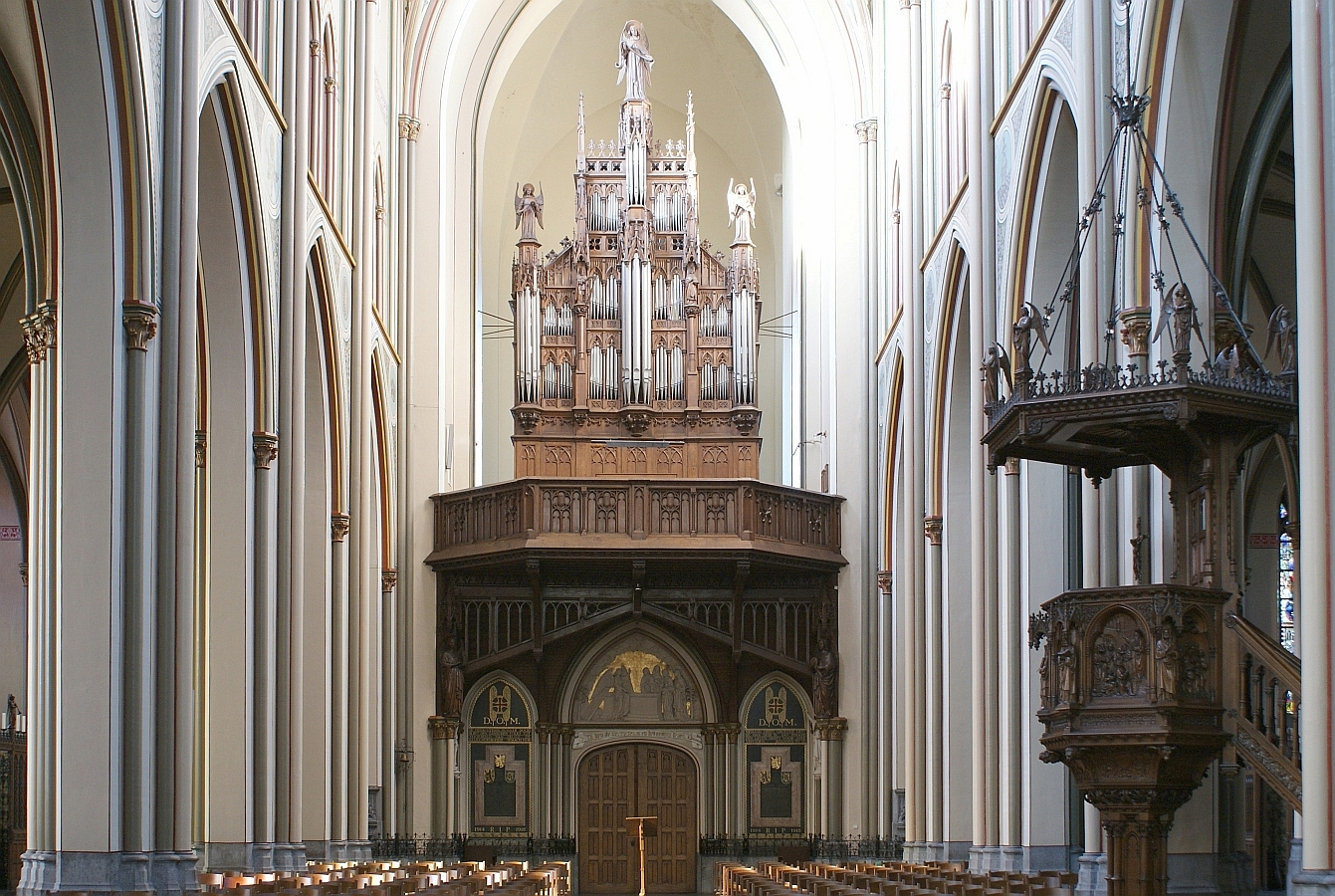
Het monumentale Hooghuys-orgel waarvan de kast in 1887 werd aangepast door Karel Smitz. Onder het doksaal ziet men een gedeeltelijk verguld reliëf in witte steen. Dit werd gemaakt door Matthias Zens. Het stelt de Heilige Vrouwen voor, bij het lege graf van Christus. Links en rechts naast de toegangsdeur hangen naamlijsten van de oorlogsslachtoffers uit de parochie.

Eén der koorkapellen is toegewijd aan Onze-Lieve-Vrouw van de H. Rozenkrans. Het altaar werd gemaakt door Lippens uit Gentbrugge en werd eveneens geschonken door mejuffrouw Nathalie De Hertogh uit Gent.
De zijbeuken herbergen een aantal zijaltaren. Zo onder meer het altaar van:
- Sint-Vincentius (1883) (Remi Rooms);
- Onze-Lieve-Vrouw van Zeven Weeën (1889) (Matthias Zens);
- de Heilige Familie (Matthias Zens).

### Nieuw altaar
Het huidige hoofdaltaar werd in 1968 volgens de nieuwe liturgische voorschriften uitgewerkt. Het staat op de kruising van de middenbeuk en de dwarsbeuk.

### Orgel
De oude Eeklose parochiekerk bezat reeds in het midden van de 15e eeuw een orgel. Het monumentale orgel op het doksaal is gebouwd door Louis Hooghuys (uit Brugge). In 1887 werd de kast ervan aangepast door Karel Smitz zodat het bruikbaar werd in de huidige kerk. Dit orgel is voorzien van een volledig mechanische tractuur en bevat 34 reële registers en talrijke hulpregisters.

### Doopvont
In augustus 1899 werd de doopvont geplaatst. Ze werd ten dele geschonken door Isidoor Van de Genachte en vervaardigd door Matthias Zens die zijn vaardigheden reeds overvloedig getoond had voor het hoofdaltaar en de naburige beelden. Het deksel is van de hand van Geeraert-De Masure uit Gent. Het achthoekig waterbekken bestaat uit wit marmer. Het is versierd met vier taferelen: "Jezus met de Apostelen", "de Genezing van de Melaatsen", "de Dankbare Melaatse" en ten slotte "het Doopsel van Jezus". Het deksel vormt een prachtige maar zware kroon: het weegt ongeveer 85 kg en is 1,45 m hoog.

### Klokken
De nieuwe klokken werden op 30 augustus 1947 aangebracht. De tonen zijn van laag naar hoog: c, es, f, g.